# Lengyelország vajdaságainak zászlói
Ez a galéria Lengyelország vajdaságainak zászlóit mutatja be.

Warmia-Mazúria
Nagy-Lengyelország
Kis-Lengyelország
Kujávia-Pomeránia
Łódź
Lublin
Lubusz
Mazóvia
Alsó-Szilézia
Opole
Podlasie
Pomeránia
Szilézia
Kárpátalja
Świętokrzysk
Nyugat-Pomeránia